# ناراسیما

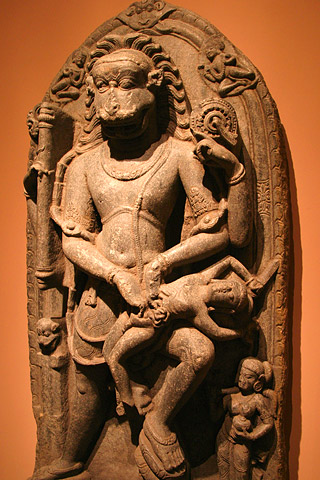
ناراسیما، یکی از نمودهای ویشنو.

در متون کهن هندوها ناراسیما (یا ناراسینگ، به معنای شیرمرد، به خط دواناگرای: नरसिंह) چهارمین نمودیافته از نمودهای ویشنو است که به صورت نیم شیر و نیم انسان ظاهر می‌شود. این باززادهٔ خدای ویشنو برای نابودی یکی از دشمنان او به وجود آمده‌است. او سر شیر و بدن انسانی دارد و او را شیر-مرد هم می‌نامند.

## داستان ایجاد ناراسیما
آمده‌است که در روزگاران قدیم اهریمنی قدرتمندی که پادشاه ظالم آسورا (هبران یاکشان) بود به دست صورت دارای ویشنو کشته شد. جای او را برادرش (هیرانیاکاشیپو) گرفت که از او هم ظالم‌تر بود و در ضمن قدرتمندتر بود و روئین‌تن. او پرستش ویشنو را ممنوع کرد و سزای آن را مرگ قرار داد.
پسر هیرانیاکاشیپو، به نام پراهلادا، فدایی ویشنو بود. او از بی‌حرمتی هیرانیاکاشیپو به ویشنو رنج می‌برد. پدر از علاقهٔ او به ویشنو با خبر شد و او را خواست و گفت: «می‌دانی که ویشنو قاتل عموی توست. او دشمن قسم‌خوردهٔ ما است. او همیشه طرف دیواها را گرفته و علیه آسورا بود. چطور چنین ترسویی را می‌پرستی؟ خیلی‌ها شاید از ترس او را بپرستند، تو چرا؟ او در مقابل من قدرتی ندارد. یک روز بالاخره او را می‌کشم.» پراهلادا گفت: «پدر، ویشنو ارباب جهان است. بی‌آغاز و بی‌انجام است. همیشه بوده و خواهد بود. او منبع زندگی است و بی‌مانند است. از نفرت بی‌دلیل دست بردار. او تو را می‌بخشد.» پادشاه آسورا خشمگین شد و دستور داد او را بکشند. او را تا گردن در ماسه دفن کردند و فیلی آوردند تا او را لگد کوبد. اما فیل در مقابل او زانو زد. او را از صخره پرت کردند اما ویشنو او را نجات و
داد.

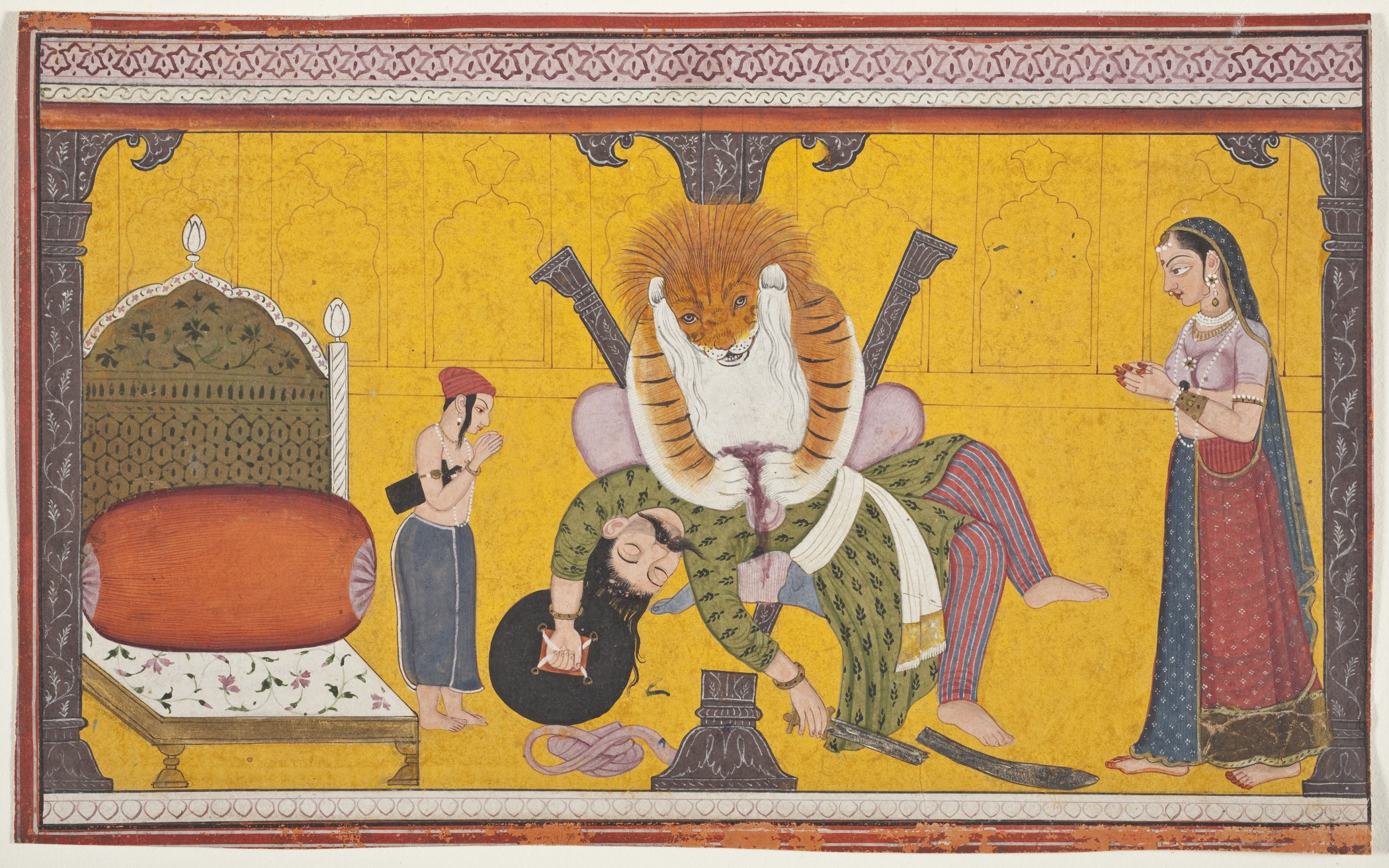
مینیاتوری از داستان مرگ هیرانیاکاشیپو

پادشاه برای برهما قربانی کرد و وقتی برهما در مقابلش ظاهر شد از او عمر جاوید خواست. اما برهما نپذیرفت. سپس او چنین خواست: «باشد که من نه در روز نه در شب بمیرم. نه به دست انسان نه به دست حیوان و نه به دست جاودانان. نه روی زمین نه در آسمان و نه در آب بتوان مرا کشت. نه در درون خانه و نه بیرون خانه بمیرم. و با هیچ اسلحه‌ای هم نتوان مرا کشت.» و دعایش برآورده شد.
او یک بار دیگر پسرش را خواست و گفت: «این ویشنوی تو کجاست تا تو را نجات دهد. شاید پشت دیوارها یا ستون‌ها است.» او گفت: «ویشنو همه جا هست. در زمین و در آسمان، حتی در این ستون‌ها». پدر گفت: «اگر در ستون‌هاست، من لگدی به ستون می‌زنم و او را می‌ترسانم. ببین.» او لگدی به ستون زد. ستون شکست و از درون آن موجودی بیرون پرید. موجودی با سر شیر و بدن انسان. او نعره‌ای زد که تمام قصر را لرزاند؛ او ویشنو بود در چهرهٔ ناراسیمای خودش. او با یک پرش خود را به نزدیک هیرانیاکاشیپو رساند و او را گرفت روی هوا بلند کرد و به درگاه قصر برد. زانویش را بال برد و پادشاه را روی زانو گذاشت و با پنجه‌های تیزش او را درید. آن زمان غروب بود (نه شب نه روز) و در درگاه (نه بیرون و درون خانه) او با پنجهٔ ناراسیما کشته شد (نه با اسلحه) و به دست موجودی که (نه انسان بود نه حیوان) و روی زانوی او (نه در زمین ونه در آسمان یا آب).
ناراسیما پیروان پادشاه را هم کشت و فرزندش را جای او گذاشت. پراهلادا زمانی طولانی حکم راند و بعد از مرگ به رستگاری رسید.
سینمایی زنده باد ناراسیما ردی
این فیلم سینمایی روایتگر قیام مردم هند در سال ۱۸۱۲ میلادی علیه دولت استعماری انگلیس است. انگلیسی‌ها که غلات مردم را به زور از آن‌ها می‌گرفتند ناگهان فردی به نام ناراسیما ردی علیه آنان به پا خواست و به جنگ با آنان پرداخت او در یک جنگ با تنها پنج هزار نفر توانست با سلاح‌های ابتدایی مثل نیزه و تیر وکمان لشکر صدهزار نفری بریتانیا که مجهز به توپ و تفنگ بودند را از بین ببرد.
ناراسیما ردی با توطئه بریتانیا و گول‌زدن ویرا ردی (ازهمراهان ناراسیما) در نیمه شب دستگیر و برای محاکمه به لندن برده شد و پس از محکوم شدن به هند برگردانده و در ملأعام سرش را زدند.
سر او به مدت ۳۰ سال در دروازه شهر آویزان بود.